# Neoblast
«Neoblast» (анг. «Новітній вибух») — український музичний проєкт, заснований 2021 року колишнім учасником проєкту Ziegelstein Вячеславом Богом.

## Засновник проєкту

### Вячеслав Бог

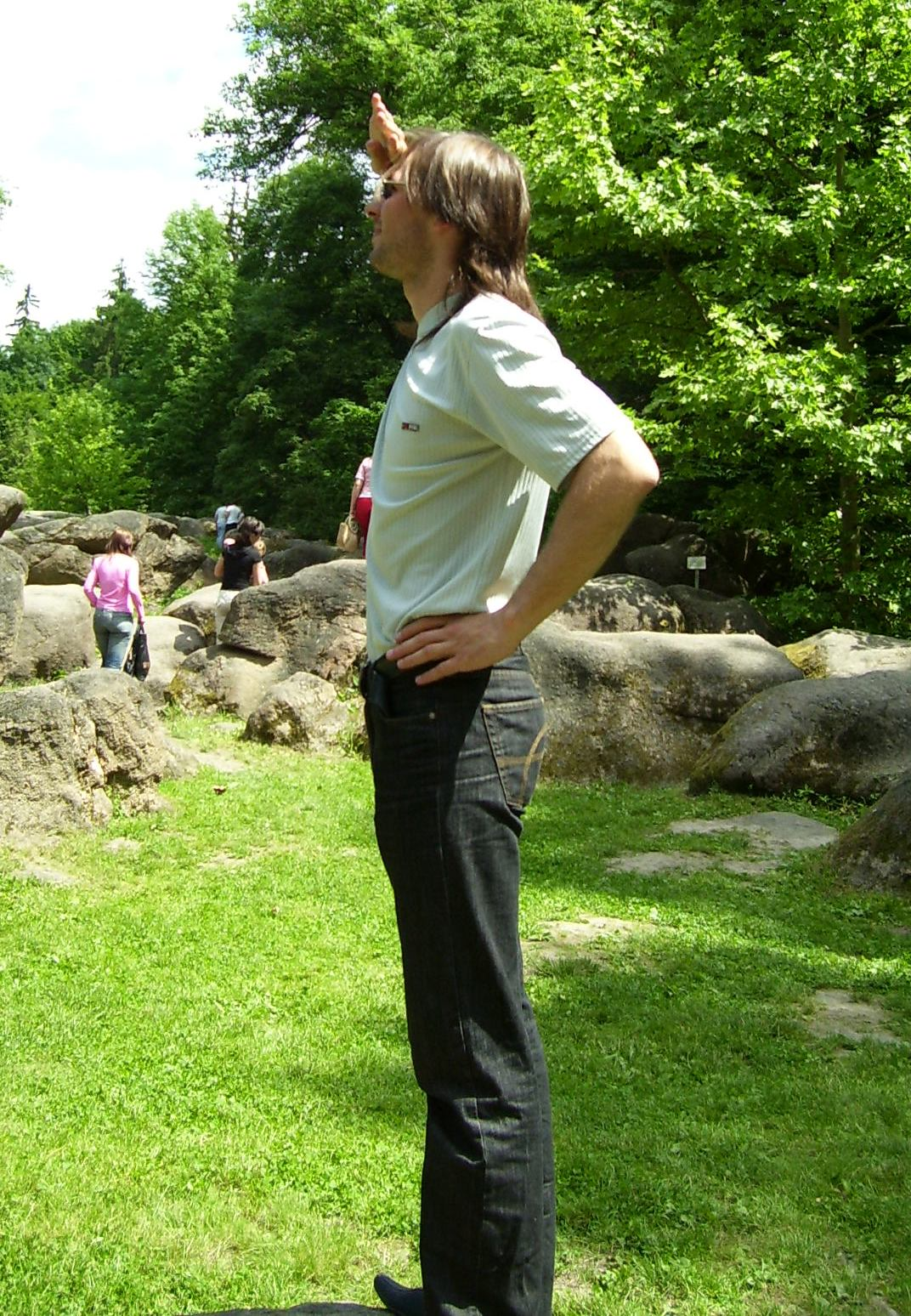
Вячеслав Бог, 2006

Вячеслав Бог (англ. Viacheslav Boh) (композитор) — єдиний учасник, композитор музичного проєкту Neoblast. Свою музичну кар'єру почав у 1998 році у знак протесту примітивізму музичної думки.
У 1999 році заснував проєкт Ziegelstein, який завершив сьомим альбомом у 2010 році. Причиною завершення стало прийняття рішення про призупинення музичної діяльності.
У 2003 році заснував гурт Asthesia, який залишив у 2005 році з причини особистих й творчих різносторонностей.
Цитата: «Яка різниця між горобцем?».
У 2006 році заснував гурт Хроніка, у якому здобув максимально якісний музичний досвід. Дію цього гурту завершив у 2009 році через розмаїття поглядів колективу на музику та життєві пріоритети.
Бажання залишити людству якісну музику «поставило на ноги» проєкт Neoblast. За основу були взяті вже інсуючі композиції з попередніх проєктів, які були більш якісно обіграні та зібрані у повноційний альбом тривалістю 70 хвилин.
Наразі ведеться робота над другим, і скоріш за все останнім альбомом.

## Дискографія

### Студійні альбоми
- 2023: Black Hole Inside
  - Loud Rizing Thunderstorm
  - Space Against Cosmos
  - Cybernetic Biomass Futurity
  - Empty Eternal Inception
  - Dream Before Alive
  - Millions Sights To Darkness
  - Another Perfect Spring
  - Dubious Mythos Atmosphere
  - Nuclear Plague Counterweight
  - Bosom Duality Expansion
  - Violently Mutated Planet
  - Light Of The End Of The...
  - Radiated Soulless Ghosts
  - Mad Apocalyptic Himera
  - Escape From Red Rats Lair